# Mali Hrib
Mali Hrib este o localitate din comuna Kamnik, Slovenia, cu o populație de 71 de locuitori.